# Старый Мост (Киевская область)
Старый Мост (укр. Старий Міст, до 2016 г. — Петровское) — село, входит в Иванковский район Киевской области Украины.
Население по переписи 2001 года составляло 120 человек. Почтовый индекс — 07210. Телефонный код — 4591. Занимает площадь 1,1 км². Код КОАТУУ — 3222080902.

## История
- 2016 — Верховная Рада переименовала село Петровское в село Старый Мост[1].

## Местный совет
07210, Київська обл., Іванківський р-н, с. Димарка, вул. Кірова, 44